# Однос Калајевог режима према Православној цркви у БиХ
Још у току непосредних припрема за окупацију званични фактори у Аустро-Угарској дошли су до увјерења да је потребно одмах послије запосједања Босне и Херцеговине предузети мјере на прилагођавању православне цркве потребама нове управе. Тада је сматрано да се те мјере морају предузети што је могуће прије, за разлику од вјерских ствари муслимана и католика које у први мах могу остати недирнуте. Ова журба у регулисању црквених прилика код православне цркве имала је у основи два политичка мотива. Први мотив био је тежња за стварањем услова који би православну цркву ставили у службу нове управе и учинили је њеним ослонцем, а други, да се одстрањивањем грчких владика, омрзнутих у народу због својих злоупотреба, придобије православно становништво већ на почетку окупације.
Уз овај други мотив везано је и укидање неких црквених дажбина које су оптерећивале српско становништво. Све то требало је од почетка да покаже предности нове управе.У дубокој позадини првог мотива скривао се далекосежни национално-политички циљ, који ће се јасно истаћи као полазиште у првим корацима на регулисању односа између православне цркве у Босни и Херцеговини и цариградске патријаршије. Тај циљ био је елиминисање православне цркве као фактора интеграције српског народа око Србије. У својој ноти министрима, предсједницима обје државе Монархије, упућеној 6. новембра 1878, поводом предузимања преговора са цариградском патријаршиом око уређења статуса православне цркве у Босни и Херцеговини, министар спољних послова Хајмерле упозорава на могућност да српска влада покрене акцију за обнављање Пећке патријаршије, чиме би се обновила и њена врховна црквена власт над свим хришћанима српске националности. Монархија мора све предузети да спријечи остварење тога плана, јер би онда Србија, у националном смислу постала атрактивна за православно босанско становништво.

## Однос према високом свештенству
То би се остварило на начин да се обезбиједи пуни утицај Монархије у црквене ствари окупираних провинција и тако унапријед пресијече пут свим аспирацијама сусједне кнежевине. Најбољи пут за остварење тога утицаја је стављање високе хијерархије у Босни и Херцеговини и цариградског патријарха у зависан положај према Аустро-Угарској. Митрополите треба да предлаже влада, цар да их именује, а Патријарх да обавља само канонске формалности. Патријаршија би добијала редовно сваке године одређена новчана средства у замјену за приходе које је до тада имала од Босне и Херцеговине. На тај начин би се припремило "потпуно одвајање" православне цркве у Босни и Херцеговини од патријаршије.
Чврсто се држећи тих погледа, аустроугарска дипломатија водила је преговоре са цариградском патријаршијом, у којима је значајну улогу имао Бенњамин Калај. Преговори су резултирали закључивањем конвенције са патријаршијом 28. марта 1880. Конвенција је имала карактер провизорног акта и у њој су регулисани односи између аустроугарске управе и православне цркве у Босни и Херцеговини и цариградског патријарха. Најважније питање које је конвенцијом регулисано било је постављање митрополита. Дотадашњи митрополити задржани су на својим мјестима, али у случајевима када се та мјеста нађу упражњена, предвиђено је да цар именује нове митрополите, пошто се претходно имена нових кандидата саопште патријарху ради спровођења канонских формалности. Ако се установи да неки од митрополита не испуњава своје обавезе према држави, патријарху или вјерницима његово смјењивање се спроводи по истом поступку који је утврђен за именовање. Митрополити су обавезни да према канонском обичају спомињу патријархово име приликом божије службе. Умјесто канонске субвенције коју су митрополити давали патријарху, конвенцијом се обавезује аустроугарска влада да патријарху годишње исплаћује преко свог посланика у Цариграду 58.000 пијастера у злату. Осим те годишње ренте, патријарх не може добијати никаква материјална средства из Босне. Митрополити у Босни и Херцеговини неће више убирати од својих вјерника никакве таксе и приходе. Те ће приходе прикупљати државни фискус и од њих ће митрополити добијати редовну плату, која ће се обрачунати на бази дотадашњих просјечних прихода убираних на име дажбина вјерника.
Конвенцијом је, како се види, висока црквена хијерархија потпуно подређена држави. Митрополите је именовао и смјењивао цар, а у материјалном погледу доведени су у зависност од земаљске управе. У погледу њиховог избора и именовања патријарху је преостала само формална функција. Због тога је конвенција представљала крупан дипломатски успјех Аустро-Угарске. Тај успјех не умањује ни чињеница да је православна црква у Босни и Херцеговини и даље остала под супрематијом цариградске патријаршије. Аустроугарској дипломатији, уосталом, није било тада ни стало до тога да православну цркву у Босни и Херцеговини потпуно одвоји од патријаршије, јер је Монархија жељела да на односу те цркве према патријаршији утиче на црквену политику патријарха према православним хришћанима у Турској, а посебно у Санџаку, на Косову и у Македонији. То је био правац даљег продирања Аустро-Угарске на Балкан, па ће она стално вршити притисак на патријарха да своју црквену политику на том простору води у складу с њеним интересима или барем не против тих интереса. Послије закључења конвенције Земаљска влада приступа реализацији њених одредаба. Наредбом од 25. јула 1880. преузелесу државне власти убирање и исплату владикарине митрополитима. Ова дажбина износила је годишње за сваку православну породицу у Дабро-босанској епархији 45 крајцара, у Зворничко-тузланској 74 крајцаре и у Захумско-херцеговачкој 68 крајцара. На бази тих износа утврђене су редовне плате митрополита које су исплаћиване из земаљских средстава. Годишња плата дабробосанског митрополита износила је 8.300 форинти, зворничко-тузланског 5.800 и захумско-херцеговачког 4.500 форинти. То су биле плате равне платама највиших чиновника земаљске управе. Влада је рачунала да ће овако богатим наградама везати за себе врхове православне цркве у Босни и Херцеговини, а преко њих и ниже свештенство.
Пошто су тако митрополити у материјалном погледу подређени државној управи, дошло је на ред смјењивање грчких владика и довођење на њихово мјесто националног свештенства. Али, то није ишло ни лако ни брзо јер није било домаћих људи поузданих и довољно образованих за такве положаје. Треба рећи да се ни властима није пуно журило послије регулисања плата митрополитима, јер су тиме њихове дотадашње злоупотребе смањене, а оне везане за убирање владикарине потпуно нестале, што је имало за посљедицу да се умањило незадовољство народа према грчким митрополитима. Осим тога, они су се држали лојално према властима и стога је вриједило задржати их на положајима док се заиста не нађу повјерљиви и стручни људи који ће их замијенити. Прво је смијењен сарајевски митрополит Антим и на његово мјесто именован 1881. Сава Косановић. У овом случају цар је први пут употријебио стечено право у конвенцији о смјењивањуи именовању митрополита. Косановићево именовање било је резултат тежње за стварањем националне црквене високе хијерархије, која би својим лојалним држањем и активним радом позитивно утицала на православно становништво у правцу прихватања нове управе. Такав утицај није се могао очекивати од грчких владика, прије свега због њихове омражености у народу, а затим због незаинтересованости за развој политичких и других прилика у земљи. Калаја је 1882. извјештен да је мостарски митрополит Игњатије без угледа и енергије. Као странац, који је још под турском влашћу дошао на тај положај, он нема никаквог интереса за развитак земље, као што би га имао домаћи човјек.
Искуство владе са Косановићем као првим домаћим митрополитом показаће да се морају са много више обазривости бирати домаћи људи на митрополитске положаје. Косановић врло рано долази у сукоб са властима због већ споменутих случајева католичке пропаганде. Оно што је највише сметало влади у овом спору било је енергично и независно од власти иступање Косановића. То је указивало да ће митрополит правити озбиљне сметње не само црквеној него и националној политици режима. Зато Калај чека прву погодну прилику да га се отараси. Та се прилика указала кад је Косановић поднио патријарху демисију у знак протеста против толерантног односа власти према бискупу Јосипу Штадлеру, њиховог сталног мијешања у ствари православне цркве и ексцеса на линији католичке пропаганде. Калај одмах предлаже цару да се демисија прихвати. У образложењу свог предлога он каже да се Косановић још раније бавио словенском агитацијом и да је у политичком погледу био стално непоуздан. Његово удаљавање са митрополитског положаја је у интересу и земље и управе, јер се од њега не може очекивати лојално држање чак и ако би самовољно повукао демисију. Да би цара што прије приволио на прихватање демисије, он истиче да нема никакве бојазни од незадовољства у народу због Косановићевог одласка, јер је у новије вријеме његова популарност јако опала, тако да је задржао популарност само код једног дијела грађанства.
У свим збивањима око Косановићеве демисије Калај је упорно настојао, што је на крају уродило плодом, да се демисија спроведе у складу са тумачењем конвенције од аустроугарске стране. Пошто у конвенцији није споменут појам демисије, патријарх је сматрао да њему припада право доношења одлуке о демисији. У томе је Калај видио преседан за будућност, па је тражио да се преко аустроугарске дипломатије изврши притисак на патријарха да право на такву одлуку призна цару, што је патријарх најзад и учинио. За босанскохерцеговачку управу то је право било једнакоправу смјењивања митрополита, јер је демисија представљала много безболнији пут уклањања непоћудних митрополита него смјењивање. Пракса демисије спровођена је у Угарској на врло вјешт начин, па је касније учињен покушај да се пренесе и у Босну.
Цар је прихватио Косановићеву демисију 1885. године. Тако се режим ослободио првог домаћег митрополита у кога су једнако полагали велике наде и босанскохерцеговачки Срби и нова управа. Али, бојазни од Косановићевог ауторитета нису тиме нестале. Он је стално био под присмотром власти, док је Калај привидно показивао према њему пријатељско држање. Такав однос препоручивао је и Земаљској влади, да би се Косановићу одузела могућност да се појављује као "мученик", што би повећало његов углед у народу. Чак му је дата и потпора за путовање на Синај, вјероватно ради тога да што дуже буде одсутан из Босне.
При избору Косановићевог насљедника режим поступа врло обазриво. Чим је Косановић поднио оставку, Калај је размишљао о личности која би га замијенила. Он прво помишља на Никодима Милаша, архимандрита и професора задарске богословије. Милаш је 1884. написао једну брошуру о православној цркви у Босни и Херцеговини са становишта аустроугарске политике, па се Калају учинило да је нашао правог човјека за тако важан положај као што је мјесто сарајевског митрополита. Из Калајевог писма намјеснику Далмације у коме тражи информације о Милашу види се да је политичка поузданост била основни и најважнији услов за добијање митрополитске столице у Босни. Под политичком поузданошћу подразумијевало се, прије свега, да је кандидат неприступачан српским или руским утицајима. Тек иза тога долазила је у обзир енергичност и способност да начином наступања и понашања стекне за себе симпатије вјерника. Ова комбинација са Милашем пропала је, јер он није имао, према оцјени намјесника у Задру, нити потребно искуство нити неопходан политички такт да би могао успјешно да води једну митрополију. Послије тога Калај одлучује да митрополитску столицу у Сарајеву понуди владици Герасиму Петрановићу, али Петрановић ту понуду одбија из здравствених разлога и из бојазни да због поодмаклих година не би могао даобавља ту дужност. Најзад, избор је пао на архимандрита Ђорђа Николајевића, који је до тада водио сарајевску конзисторију, а послије Косановићеве демисије и послове митрополије. Аустријски гувернер Босне и Херцеговине Јохан фон Апел је вјеровао да ће Николајевић бити много поузданији од Косановића, пошто је много мирнијег темперамента и пошто је васпитан да се не одаје лакомисленим испадима против владе, што је Косановић чинио. Уколико би, и поред свега тога, Николајевић ипак изневјерио очекивања владе, Апел је сматрао да би га лако било уклонити због старости. Апелове претпоставке у погледу држања Николајевића углавном су се обистиниле. У њему је влада добила много лојалнијег и умјеренијег митрополита, него што је био Косановић. Истина, ни он није био у свему по укусу управе, јер му је недостајало енергичности, а понекад и досљедност у спровођењу интенција владе, али, без обзира на све то, режим је био задовољан његовим избором. Тај је избор означио почетак стварања националне високе црквене хијерархије лојалне аустроугарској управи.
Поучена лошим искуством са Косановићем, влада не жури са уклањањем осталих грчких владика. Њој је боље одговарало њихово неактивно држање него брзоплет избор несигурних и непровјерених људи који би управи могли правити неприлике као Косановић. У једном извјештају Калају, Апел каже да је тузлански митрополит Дионисије Илијевић одан влади, али је његов утицај у народу исто тако мали као и мостарског митрополита Игњатија. Па и поред тога, Апел сматра да његово пасивно држање боље одговара интересима владе него активно држање Косановићево. То је био главни разлог што је влада смијенила мостарског митрополита Игњатија тек 1888, а тузланског Дионисија 1891. године. Смјењивање митрополита Игњатија, које је слиједило одмах након његове демисије, диктирали су искључиво политички мотиви, јер је влада жељела да на његово мјесто доведе домаћег човјека који "ужива пажњу и симпатије православног становништва" и који је у могућности "да постигне благотворан утицај" на то становништво. По владиној оцјени такву личност је представљао архимандрит Леонтије Радуловић, па је он именован за Игњатијевог насљедника. Радуловићево именовање режим настоји да прикаже као знак своје посебне наклоности према православном становништву. Режимски лист "Просвјета" писао је са одушевљењем о церемонији посвећења новог митрополита, која је обављена у Мостару 19. априла 1888. године. Церемонији је присуствовао, у својству царског комесара, Апел. Према извјештају "Просвјете" свечаност је раздрагала и онако одушевљена срца мостарских Срба, док је митрополит Леонтије нагласио у свом говору да ће се трудити, да интересе повјерене ми православне цркве у Херцеговини доведем у највећу хармонију са интересима домовине и државе.
Најдуже се, од владика-фанариота, на свом положају задржао митрополит Дионисије. Калај се одлучио за његово смјењивање тек онда када се супротставио ширењу јеванђеља у својој епархији које је издала Земаљска влада. Такав поступак митрополита Калај је сматрао недопустивим па је покренуо акцију код цара и патријарха да се он смијени. Истовремено је у листу "Напредак" подстакао кампању против њега, да би га и у јавности компромитовао. Након смјењивања митрополита Дионисија, на његово је мјесто постављен 1892. архимандрит манастира Гомирје, Никола Мандић. Око смјењивања Дионисија и именовања Мандића је на поткупљивање патријарха утрошено из земаљских средстава 23.927 гулдена, што јасно показује колике је материјалне жртве режим био спреман да поднесе да би спровео своје замисли у црквеној политици.
Тако су се почетком деведесетих година сви највиши положаји у православној цркви у Босни и Херцеговини нашли у рукама националног свештенства. Помоћу тог свештенства, учињеног потпуно зависним од владе одредбама конвенције и, уз то, добро одабраног, режим је рачунао да оствари јачи утицај на православно становништво и да спроведе одређене реформе у православној цркви које би је учиниле инструментом у рукама власти. Зато и не изненађује чињеница да власти баш тада појачавају притисак на црквено-школске општине, са циљем да у њима потисну утицај лаичког елемента. Али, то ће изазвати отпор црквених општина и дати снажан подстицај покрету за црквено-школску аутономију. Ток тога покрета срушиће илузију режима у превелику снагу и утицај националне црквене хијерархије.

## Однос према нижем свештенству
Ниже православно свештенство, затечено у Босни и Херцеговини послије окупације, није одговарало потребама нове управе нити по образовању нити по својим политичким погледима. Огромну већину свештеника чинили су нешколовани људи, међу којима су бројни били полуписмени. Још у 1900. години у херцеговачко-захумској митрополији већину парохијског свештенствапредстављали су свештеници рукоположени прије окупације и у првим годинама иза окупације и који су имали "скоро само манастирску или основну спрему. Преко свештенства тако ниског образовног нивоа управа није могла озбиљније рачунати на остварење јачег утицаја на православно становништво. Још мање изгледа давало је за то малобројно образовано свештенство, које се претежно школовало у Војводини и Србији и које је свој позив уско везивало за национални рад. Због тога се аустроугарска управа у Босни и Херцеговини од почетка одлучује на стварање образованог домаћег нижег свештенства, које би се школовало у земљи и под њеним надзором. Рачунало се да ће се путем стипендија и школовања по програму прилагођеном потребама црквене политике у Босни и Херцеговини изградити лојалан свештенички сталеж, који би својим примјером и непосредним радом утицао на лојално држање својих вјерника. Када се радило о остварењу тога циља, Калајева управа није жалила материјална средства. Већ крајем 1882. Земаљска влада је отворила у Сарајеву православну богословију под називом "Источно-православно богословско сјемениште". Богословију је 12. децембра свечано отворио цивилни адлатус барон Федор Николић и предао је на управу митрополиту Косановићу. Свечаности су присуствовали директори у Земаљској влади и представници војске. Након двије године богословија је пресељена у Рељево, гдје је за њу подигнута зграда са интернатом, из земаљских средстава, која су износила 58 000 форинти. Цркву за богословију подигао је барон Николић о властитом трошку, док је земљиште поклонио митрополит Косановић.
Богословија је добила 1883. статут којим је осигуран пуни утицај владе на њен рад. Непосредан надзор над сјемеништем врши сарајевски митрополит, који сваке године извјештава владу о раду сјеменишта. Статутом је влади обезлбијеђен одлучујући утицај при избору ученика и професора. Питомце прима Земаљска влада на предлог митрополита чијој епархији припадају, док управитеља и професоре именује по саслушању митрополита сарајевскога на предлог земаљске владе заједничко министарство. Да би се онемогућио продор у богословију политичких утицаја изван Монархије, статутом је предвиђено да управитељ и професори могу бити само припадници Босне и Херцеговине који су се школовали у Аустро-Угарској, а у недостатку таквих, само припадници других земаља Монархије. Богословија је издржавана из земаљских средстава. Та су средства 1883. износила 12. 525 форинти, а касније су се увећала да би у 1897. достила суму од 37. 865 форинти. Питомци су имали бесплатан стан, храну и одијело, а у току гимназијског школовања добијали су стипендију. Политиком стипендирања ученика који се опредијеле за богословију те бесплатним школовањем у богословији жељело се да се будући свештеници унапријед осјете морално везаним за владу и да тај морални дуг носе са собом цијелог живота. Не може се рећи да влада није била издашна у стипендирању гимназијалаца који су се обавезивали на настављање школовања у богословији. У 1897. таквих стипендиста било је 60. Такво усмјеравање гимназијалаца, путем стипендирања, имало је за посљедицу подизање духовне интелигенције на рачун свјетовне. У мостарској гимназији, од 33 стипендиста у 1902. години, 23 су се обавезала да ће похађати богословију у Рељеву, док је преосталих 10 могло да настави даље школовање према властитом избору.
Високо теолошко образовање стицали су припадници Босне и Херцеговине у Черновицама. То је био једини теолошки факултет на коме су могли студирати као стипендисти Земаљске владе. Из њихових редова попуњавана су висока мјеста у хијерархији и професорски кадар у богословији. И ови стипендисти били су доста бројни у односу на друге струке. Од укупно 17 стипендиста православне вјере на високим школама у школској 1899/1900. години, четворица су били студенти теологије у Черновицама. Теолошки студиј у Черновицама имао је да обезбиједи прилив високообразованог домаћег православног свештенства школованог далеко од српских национално-политиоких утицаја и да учини мање привлачним теолошке заводе у Русији. Упоредо са радом на образовању домаћег свештеничког сталежа, режим предузима мјере на побољшању материјалног положаја парохијског свештенства и на умањивању материјалне зависности тог свештенства од пастве. Материјални положај нижег свештенства узетог у цјелини био је иза окупације лош. Од укупно 374 православна свештеника, колико их је било почетком 1883, само су 34 имала парохијску земљу укупне површине од 488 дунума, 67 је посједовало властиту земљу, а 225 се налазило у кметском односу. Парохијско свештенство било је материјално потпуно зависно од парохијана, јер се издржавало од прихода које је убирало од њих. Таква зависност није одговарала режиму, пошто је свештенство присиљавала да се понаша према жељама црквених општина, односно према жељама парохијана а не према жељама власти. То одмах уочавају врхови режима и истичу идеју о стављању нижег свештенства у материјалну зависност од владе. Са инспекционог пута по Херцеговини, обављеног у новембру 1882, барон Апел је извјештавао Калаја да је ниже православно свештенство у пуној мјери вјерно националним обичајима и, пошто зависи од црквених општина, мора да слиједи тенденције велике већине становништва. Такво понашање може се отклонити, по Апеловом увјерењу, ако се то свештенство у материјалном погледу учини мање зависним од становништва, а више од владе. "Побољшањем материјалног положаја сиромашног дијела клера од стране владе може се лако створити средство да се ова партија придобије за наше интересе и да се утицај исте на становништво искористи у смислу владе." Исту мисао касније заступа и пропагира лист "Просвјета", само у прикривеној форми.
Влада није преузела трошкове издржавања нижег свештенства, али је системом додјеле субвенција поправљала материјални положај појединим свештеницима. Субвенције нису даване свим свештеницима, а висина субвенција је била различита. У 1900. години висина субвенција у херцеговачко-захумској митрополији кретала се од 120 до 1.200 круна. Највећи број субвенција кретао се до 400 круна, а већи износ од тога добијали су само ријетки појединци. У 1896. години субвенцију је добило 139 свештеника, у укупном износу од 30.251 форинте, тако да је, у просјеку, на сваког свештеника отпао износ од око 200 форинти. Субвенције су додјељиване као награде за лојално држање и условљаване су таквим држањем. Ко би се огријешио о то правило, губио би субвенцију. Један дио свештеника имао је допунски извор прихода од хонорара који су им исплаћивани из земаљских средстава за обављање вјерске наставе у државним школама. Такав хонорар добило је у 1896. години 158 катихета, у укупном износу од 28.280 форинти. Тим мјерама влада успијева да велики дио нижег свештенства или веже за себе или да га пасивизује у смислу давања подршке српској опозицији у земљи. Треба рећи да таквом држању у великој мјери доприносе и репресивне мјере високе црквене хијерархије, које се на подстицај власти спроводе према политички непоузданим свештеницима. У таквим случајевима власти вјешто поступају и крију се иза ауторитета хијерархије.

## Изградња и обнова храмова
Са окупацијом настају много бољи услови за подизање нових цркава и обнављање старих. До окупације је у земљи било 207 цркава и 10 манастира, али су ти објекти били дијелом попаљени и разорени. Иза окупације живо се ради на њиховом обнављању и на подизању нових. Према званичним подацима Земаљске владе изграђено је до 1897. нових цркава и манастира 151, а 54 је реновирано. Те градње је субвенционисала влада у укупном износу од 235.305 форинти. Иако је та субвенција била врло мала у односу на цјелокупне трошкове градњи, влада ју је истицала као особити знак наклоности према православној цркви и православном становништву.
Режиму је било посебно стало до тога да се подижу што љепши и што монументалнији црквени објекти у граничним крајевима према Црној Гори и Србији. Због тога су субвенције за те објекте биле веће. И тим путем требало је придобити погранично становништво изложено непожељним утицајима сусједа, али и показати тим сусједима сјај и величину Монархије као и њену бригу за ствар православне цркве у Босни и Херцеговини. За изградњу манастира Дужи, којег су Турци спалили, влада је дала 22.700 форинти. Субвенција за подизање цркве у Требињу износила је 18.000 форинти, а у Билећи 9.100 форинти. На властиту иницијативу и уз властити трошак влада је реновирала средњовјековну цркву у Добруну. Тежило се да се развије и ривалитет према становништву с друге стране границе. У Факовићу су подигли цркву далеко од села, али на видном мјесту према српској граници. На питање барона Хуга Кучера зашто је то урађено, одговорио је, "с поносом", предсједник општине... "да би Србијанци с оне стране видјели да ми такође имамо цркву".
Овакав однос режима према обнављању и подизању цркава и манастира позитивно је приман од свештенства и представљао је једно од средстава за придобијање православног становништва. Резултати таквог односа показали су се код дијела свештенства врло рано. Игуман манастира Моштанице, потпуно обновљеног прилозима сакупљеним по одобрењу Земаљске владе, држао је у свом стану слику цара Фрање Јосипа. "То је прва православна кућа у којој сам до сада у овом округу видио ту слику." извјештавао је окружни предстојник у Бањалуци др М. Кукуљевић. У систему мјера на адаптирању православне цркве потребама режима полагане су и велике наде у штампање црквених књига од стране Земаљске владе. Та је мјера имала дубоку и широку националнополитичку позадину.

## Штампање црквених књига
Цркве у Босни и Херцеговини употребљавале су, највећим дијелом, црквене књиге поријеклом из Русије и Србије. У њима су се на више мјеста налазиле молитве за руску, односно српске владајуће куће, као и појмови "православни император", "император и синод" и др. Са становишта босанскохерцеговачке управе те су књиге биле из политичких разлога неприхватљиве за Босну и Херцеговину. Због тога Калај упозорава 1885. године аустријског министра богоштовљаи наставе да је неопходно да се у Монархији штампају црквене књиге за потребе православне цркве, чиме би се уједно отклонили разлози да цркве посежу за руским и српским издањима. По његовом мишљењу, текст би се могао дословно пренијети из тих издања и само би се унијеле молбе за аустријског цара, умјесто молби за руске и српске владаре. Већ сљедеће године Калај придобија за ту акцију митрополита Николајевића и карловачког патријарха Германа Анђелића, који му предлажу које би црквене књиге требало штампати. Иза тога услиједиле су припреме Земаљске владе на издавању црквених књига за потребе православне цркве у Босни и Херцеговини.
Пуни смисао те акције изразио је Калај у свом предлогу цару у коме је тражио одобрење за издавање тих књига у Сарајеву. Он каже да ће се тим путем православна црква у Босни и Херцеговини "трајно еманциповати од до сада неизбјежних иностраних утицаја најзначајнијих ритуалних средстава" и уједно попунити празнина у области "специфично српских црквених дјела", што ће наићи на добар пријем и изван граница Босне и Херцеговине "у сродним сусједним областима". Очигледно је да је Калај видио у штампању српских црквених књига једно од средстава за потискивање српских и руских политичких утицаја међу Србима Босне и Херцеговине и Монархије. Политичка позадина тога подухвата испољила се и у Калајевом односу према идеји о штампању "Србљака". Идеју о издавању "Србљака" дао је Калају далматински епископат преко аустријског министра богоштовља и наставе. Према тој идеји Калај заузима резервисан став због тога што се радило о црквеној књизи у којој су скупљене службе и кратка житија Срба-светитеља. Као добар познавалац српске историје, он је био свјестан да слављење српских светаца значи његовање српске политичке традиције и развијање свијести о потреби политичког јединства српског народа, па је зато и разумљив такав његов однос према штампању "Србљака". Још већу резерву Калај показује према могућности уношења у "Србљак" владике Петра I Петровића, који је канонизован 1834. Он истиче да би "глорификација једног специфично црногорског свеца" у књизи публикованој у Сарајеву морала сама по себи да добије политичко значење.
У подухват издавања црквених књига Калај улази врло опрезно, да би избјегао подозрење Србије и Русије, а затим домаћег свештенства и цариградског патријарха. Усвојен је принцип да књиге морају бити са канонске стране потпуно коректне. За то је била одговорна висока црквена хијерархија, коју је Калај увукао у подухват. Да би се цариградски патријарх умирио, митрополит Николајевић га је обавијестио да се црквене књиге штампају под строгом контролом сва трибосанскохерцеговачка митрополита и по тексту синодалних руских издања. Влада је тежила да читавој акцији око издавања црквених књига обезбиједи што јачи политички ефекат, па ју је директно повезала са царем. На првој страни сарајевског јеванђеља штампано је царско одобрење за издавање књиге и његова титулатура. Луксузном опремом књига тежило се да рад на њиховом издању изазове снажнији утисак и у земљи и ван њених граница. У том погледу влада није штедила. За штампање јеванђеља, које је изашло 1890. у 1100 примјерака утрошено је око 24.000 форинти. Поред јеванђеља, влада је још штампала, према расположивим подацима, "Октоих", "Требник", "Апостол", "Служебник", "Минеја обшћаја" и "Минеја празничнаја".
Издавање црквених књига у Сарајеву наилази на жив интерес у сусједним земљама Монархије. Аустријски министар богоштовља и наставе наручио је за потребе српске цркве у Далмацији 200 примјерака јеванђеља.

## Покретање црквене штампе
У раздобљу Калајеве управе православна црква у Босни и Херцеговини имала је и свој лист, који је покренула 1887. године конзисторија у Сарајеву. У почетку излази под називом "Дабро-босански Источник" а 1889. мијења назив у "Босанско-Херцеговачки Источник". Лист је био подвргнут превентивној цензури и преко њега влада врши утицај на свештенство. Цензура је строго пазила на то да лист пише у лојалном духу, па је текстове који су одударали од тог правца забрањивала. У раздобљу успона српског аутономног покрета влада користи "Источник" као пропагандно средство против тога покрета и додјељује му редовну субвенцију. Тада и за уредника долази човјек који је био више по укусу владе. То није могло проћи незапажено у српској јавности, па је "Босанска вила" изразила незадовољство што је за уредника именован човјек који непознаје прилике у Босни и Херцеговини. Тако је и "Босанско-херцеговачки Источник" постао средство за спровођење политике режима према православној цркви.

## Однос према црквено-школским општинама
Једно вријеме је изгледало да је режим својим односом према православној цркви и свештенству прокрчио пут њеном несметаном прилагођавању новим приликама у земљи. Закључивањем конвенције са цариградским патријархом, и њеним спровођењем, висока црквена хијерархија је стављена у чиновнички положај. На митрополитске положаје довођени су људи који су исказивали спремност да ће "евентуалним непријатељским струјањима" међу православним становништвом пружати "одлучан отпор у савезу са владом." Они су сматрани владиним "повјерљивим личностима" и редовно су упозоравани на околност да су на те положаје дошли вољом Земаљске владе те да у складу са тим могу бити и смијењени ако покажу нелојално држање. Материјалну потпору појединим црквама влади одано свештенство тумачи као израз посебне бриге власти за вјерске потребе православног становништва.
Свештенство ипак није представљало довољну снагу да би извршило унутрашњи преображај православне цркве у складу са тежњама режима. У православној цркви постојала је институција црквене општине у којој су главну ријеч имали лаици и која је од давнина имала широка аутономна права.Озбиљан проблем власти је од почетка био како да успоставе чврсту контролу над црквеним општинама. Саме власти сматрале су те опстине "најистакнутијим" и у "сваком погледу мјеродавним репрезентантом" православног становништва. Чињеница да је у њима одлучујући утицај имао лаички елеменат давала је православној цркви народни карактер и носила у себи опасност по режим да оне постану институције за национално-политички рад код Срба. То је било оно што је највише забрињавало власти и што их је упућивало на увођење надзора над радом црквених општина и на сужавање њихових аутономних права. Као добром историчару, Калају је била јасна национално-политичка функција тако организоване православне цркве. У једној ноти министру Агенору Голуховском он посебно опширно објашњава феномен односа између лаичког и духовног елемента у православној цркви у Босни и Херцеговини и указује на национално-политичке консеквенце таквог односа. У току историјског развитка лаички елеменат у Босни и Херцеговини је "приграбио читаву црквену моћ и сва диспозициона права у цркви". Узроци таквог развитка су, по Калајевом мишљењу, различити. "Покретан свјетовним, тј.националним и политичким мотивима, словенски лаички елеменат је од увијек користио цркву за то да у њу смјести ослонац за све националне аспирације и да религиозно-црквене тежње уско повеже са националним, али и да на тај начин заузме став према турској владајућој сили". Раније владике у Босни и Херцеговини нису могли да слиједе тај национални, према Порти опонирајући, правац нити су га могли подупирати. То је имало за посљедицу да је између лаика и владика дошло до расцјепа, а јаз је између обадвије стране створила национална идеја, коју су лаици слиједили, а владике се нису за њу залагали. "Свугдје ступа лаички елеменат у први план, а духовни се повлачи. Оснивање и дотирање цркава и школа, одржавање вјере уопште пало је у руке лаика." Они нису слиједили владике, него, независно од њих и њиховог утицаја, своје националне циљеве. Парохијско свештенство дошло је у "безусловну зависност" од лаика, а органи који "све брину, уређују и наређују биле су црквене општине. Ту бискупи и свештеници нису имали никакво упориште и њихове прерогативе могле су се само уважити утолико уколико су их лаици признавали. У те ствари држава се уопште није мијешала, уколико нису водиле јавним манифестацијама, конфликтима и угрожавању мира."
Такву идиличну слику положаја црквених општина у оквиру православне цркве Калај је доживљавао као озбиљну опасност и за своју националну политику и за систем у цјелини. Ојачати утицај свештенства и ослабити снагу лаика у општинама као и успоставити пуну контролу власти над њима био је основни циљ Калајеве политике према тим институцијама. Дјелокруг општина и надзор власти над њиховим радом регулисани су статутима које је потврђивала Земаљска влада. Статутарним одредбама предвиђено је присуство представника власти у скупштинама општина, који су имали врло широка овлашћења. Представник власти могао је да распусти скупштину ако она пређе дјелокруг свога одлучивања или ако се у току расправа угрози ред у скупштини. "Равним начином може и присутни изасланик котарског уреда, ако скупштина прекорачи свој дјелокруг или ако се учине закону противни предложи, даље претресање дотичног предмета обуставити, а и скупштину распустити, ако би се покушало и надаље о том предмету расправљати, или ако би то захтијевало уопште одржање реда." Пуноважност одлуке скупштине ограничена је одредбом да политичка власт може укинути њене закључке ако то нађе за потребно. "Пресједник има сваки пут за 48 сати посије сједнице препис записника поднијети котарском уреду. Политичка област има право укинути закључке, које скупштина није била надлежна свршити, или који су незаконити, или би могли имати посљедице штетне по опћенитост; ако би пак погледом на неке закључке само какву сумњу имала, може им обуставити извршење." И рад црквено-школских одбора подвргнут је надзору власти. Представник локалне политичке власти имао је право да присуствује одборским сједницама, а предсједник одбора обавезивао се да најмање 48 сати раније обавијести надлежну власт о одржавању сједница. Записник са сједнице потписивао је, поред предсједника и чланова одбора, и изасланик власти. Локалној политичкој власти допуштено је потпуно право увида у рад одбора, укључујући ту и финансијско пословање. Посебном одредбом власт се обезбјеђивала од непожељног и нелојалног држања општина. Та се одредба односила на право распуштања одбора и увођења комесаријата до избора новог одбора. "Ако одбор или дјеловатељи његови не би вршили установљеног штатута, ако би прекорачили у њему обиљежени дјелокруг, или би им уопште владање, по јавне интересе штетно било, онда им може котарски уред обуставити Статутима, или закону противне закључке, или пак може окружна област по наредби земаљске владе, распуштати одбор, те пословање, док се не би нов одбор конституисао, повјерити једном владином повјеренику или једном одбору поузданика." У надзору над радом општина власти строго пазе на то да општине не изађу из дјелокруга рада који им је одредио статут. Такви покушаји су одлучно одбијани, нарочито ако се радило о свјетовним стварима и о дјеловању на ширем простору, изван локалних оквира општина. Поводом једне жалбе тузланског проте и потпредсједника црквено-школске општине, Заједничко министарство финансија је упозорило Земаљску владу да се никако не може допустити црквено-школским општинама да у свјетовним стварима својих истовјерника наступају и тако учвршћују положај у питањима која им не припадају. Власти су забраниле црквено-школској општини у Мостару да упути позив становништву Херцеговине за похађање мостарске гимназије, уз мотивацију да то излази из дјелокруга општине. Када је 1893. црквено-школска општина у Бањалуци упутила одборима општина у Босни и Херцеговини циркуларно писмо у коме је тражено њихово мишљење о томе да ли треба захтијевати да се укине наредба Земаљске владе о потврђивању учитеља на конфесионалним школама, Земаљска влада је наредила свим подређеним властима да забране општинама расправљање о томе, јер је споменуто циркуларно писмо, због тога што излази из дјелокруга црквено-школске општине у Бањој Луци, незаконит акт. Како се режим јаче учвршћивао, тако су расле и његове тежње за свеобухватнијим надзором рада општина. Пред власти се поставио и проблем како да ојача утицај хијерархије и свештенства у општинама и да преко њиховог лојалног држања олакша претварање општина у конструктивни фактор своје политике. Посебно је било важно да се рад општина ограничи у строголокалне оквире и да им се онемогући да послуже као средство за интеграцију српског народа. Одлучније кораке у правцу рјешавања тих проблема, везаних за црквене општине, власти предузимају почетком деведесетих година. За то су тада билестворене и одговарајуће претпоставке. Режим се у земљи стабилизовао. Створена је висока национална хијерархија потпуно зависна од власти. Системом потпора цркава и нижег свештенства придобијен је знатан дио тога свештенства. Најзад, почео је јаче да се испољава српски национални покрет који је требало сузбијати на свим линијама.
У таквим приликама влада одлучује да статутима потпуно обликује општине према својим потребама и својој замисли. Поводом захтјева неколико црквених општина да им се одобре статути, Земаљска влада предлаже 1892. заједничком министарству финансија да се изради статут који би служио као узорак за све статуте у земљи "Нормал-Статут". Преписка између Земаљске владе и Заједничког министарства у вези с тим показује шта је у раду општина режиму највише сметало и како је те сметње требало отклонити. Влада је сматрала да територијални обим општине треба у принципу да обухвати домен пароха и да општина не обједињује двије или више парохија. Уношење тога начела у статуте осигурало би затварање општине у локалне оквире. Што се тиче надлежности општина потребно је да се оне ограниче искључиво на послове предвиђене статутом. Да би се ојачао утицај власти на рад општина, истакнуто је као нужно да изабране чланове одбора и њихове замјенике потврђује надлежна власт. Ради брже и ефикасније интервенције у случајевима распуштања одбора влада је предложила да се право распуштања одбора препусти окружним областима, а да се при томе не тражи претходна сагласност Земаљске владе.
Заједничко министарство финансија прихватило је те ставове Земаљске владе и додало нека нова рјешења, која би ојачала утицај митрополита и парохијског свештенства у општинама и сузила њихова права у погледу намјештења учитеља. Митрополит или његов стални заступник као и свештеник у општини треба да су по свом положају почасни чланови одбора и да имају право гласа на одборским сједницама. Посебно се мора статутима обезбиједити право ингеренције у рад општина митрополитима, а Земаљској влади право потврђивања учитеља. У погледу територијалног обима општинаминистарство је такође било за њихово уситњавање. Сматрало је да у парохијама са више цркава треба формирати за сваку цркву посебну општину. На бази тих начела и предлога утврђене су одређене норме, које су онда по владином налогу уграђиване у све статуте. Тако је режим пронашао прикладну формулу како да ограничи аутономна права црквених, односно црквено-школских општина и како да се осигура од њиховог опозиционог дјеловања. Чинило се да је примјена те формуле дала и очекиване резултате. Тај је привид дошао отуда што је у општинама ојачао утицај хијерархије и свештенства, а у знатној мјери ослабила снага лаика. Према званичним подацима Земаљске владе било је у Босни и Херцеговини почетком 1897. године укупно 351 црквена општина, од којих су 42 имале одборе састављене само од лаика, док су на челу одбора осталих 309 општина стајали свештеници.

## Промишљања о положају православне цркве у Босни и Херцеговини
Рачунајући на лојално држање свештенства и на јак утицај националне хијерархије, влада је мислила да је на најбољем путу да црквене општине успјешно прилагоди својој политици и тако православну цркву у цјелини стави у службу остварења властитих политичких циљева. Међу тим циљевима је, свакако, најзначајнији био анексија. Укупна политика према православној цркви никада није губила из вида циљ да се у њој стекне ослонац за анексију. Већ пред само запосједање Босне и Херцеговине истиче се идеја о прикључењу православне цркве карловачкој патријаршији. У царевој инструкцији генералу Јосипу Филиповићу каже се да убудуће треба свим средствима настојати да се православно и муслиманско становништво приволи на потпуно одвајање од духовне супрематије дотадашњих центара. У том случају муслимани би се могли подредити властитом вјерском поглавару у земљи, а православни евентуално карловачкој патријаршији, чиме би се и једни и други још уже везали за Монархију. Вјероватно је под Филиповићевим утицајем сарајевски митрополит Антим тражио у августу 1878. припајање православне цркве у Босни карловачкој патријаршији, али су тај захтјев одбили званични фактори у Монархији, јер су га сматрали преурањеним и повезаним са озбиљним дипломатским тешкоћама које је тада било тешко преовладати. Против таквог рјешења био је и Косановић, који је у њему видио корак ближе анексији.Због тога га је оштро напао 1884. новосадски "Српски народ". Идеја о прикључењу православне цркве у Босни и Херцеговини карловачкој патријаршији прије анексије изгледа да је Калају била блиска, иако то он није званично и јавно истицао.
Споменута понуда митрополитске столице у Сарајеву Никодиму Милашу била је резултат тога што се он, јавно, одлучно заложио да се православна црква у Босни и Херцеговини потпуно одвоји од цариградске патријаршије и припоји карловачкој. Свјестан чињенице колико је то питање осјетљиво, он је избјегавао да говори отворено о њему, као што је то чинио и у погледу анексије. Званичан став Беча био је да ће се тај проблем ријешити са анексијом Босне и Херцеговине. То, међутим, није искључивало Калајево индиректно ангажовање на његовом рјешавању и прије тога. На то указује и један извјештај српског посланика у Бечу, Алекса Сирница, дат поводом вијести да Аустро-Угарска води преговоре са цариградским патријархом о одвајању православне цркве у БиХ од цариградске патријаршије и њеном припајању карловачкој. Српски посланик у Бечу, Симић каже "на основу сазнања из поузданих извора" да то на Балплацу "категорички одричу", али неискључују могућност да је Калај могао то питање "вентилирати у разговорима са босанско-хцрцеговачким јерарсима." На Балплацу сматрају да ће се то питање "решити уједно са питањем о анексији Босне, ако кад оно дође на дневни ред. Дотле пак Аустро-Угарска нема интерес да га покреће, јер избегава све, што би могло довести је у конфликт са Турском." Међутим, режим није створио расположење за одвајање православне цркве од цариградске патријаршије и њено припајање карловачкој. То ће показати српски аутономни покрет, који ће се супротставити најважнијим политичким тековинама режима према тој цркви као и његовим даљим плановима